# Svenska mästerskapen i längdskidåkning 1983
Svenska mästerskapen i längdskidåkning 1983 arrangerades i Östersund den 30 januari till 5 februari.

## Medaljörer, resultat

### Herrar
| Gren              | Guld                                                    | Guld                                                    | Guld    | Silver          | Silver    | Silver  | Brons          | Brons         | Brons   |
| 15 km             | Thomas Wassberg                                         | Åsarna IK                                               | 42.40,1 | Jan Ottosson    | Åsarna IK | 43.02,6 | Gunde Svan     | Dala-Järna IK | 43.16,1 |
| 30 km             | Jan Ottosson                                            | Åsarna IK                                               |         | Thomas Wassberg | Åsarna IK |         | Ingmar Sömskar | Norbergs AIF  |         |
| 50 km             | Jan Ottosson                                            | Åsarna IK                                               |         | Thomas Wassberg | Åsarna IK |         | Ingmar Sömskar | Norbergs AIF  |         |
| Stafett 3 x 10 km | Åsarna IK (Hans Persson, Jan Ottosson, Thomas Wassberg) | Åsarna IK (Hans Persson, Jan Ottosson, Thomas Wassberg) |         |                 |           |         |                |               |         |
| Lagtävling 15 km  | Åsarna IK                                               | Åsarna IK                                               |         |                 |           |         |                |               |         |
| Lagtävling 30 km  | Åsarna IK                                               | Åsarna IK                                               |         |                 |           |         |                |               |         |
| Lagtävling 50 km  | Åsarna IK                                               | Åsarna IK                                               |         |                 |           |         |                |               |         |

### Damer
| Gren             | Guld                                                                  | Guld                                                                  | Guld | Silver            | Silver      | Silver | Brons                 | Brons       | Brons |
| 5 km             | Marie Risby                                                           | Ludvika FFI                                                           |      | Annika Dahlman    | IFK Lidingö |        | Eva-Lena Karlsson     | Järpen      |       |
| 10 km            | Marie Risby                                                           | Ludvika FFI                                                           |      | Ann Rosendahl     | Garphyttan  |        | Annika Dahlman        | IFK Lidingö |       |
| 20 km            | Marie Risby                                                           | Ludvika FFI                                                           |      | Eva-Lena Karlsson | Järpen      |        | Lena Carlzon-Lundbäck | IFK Lidingö |       |
| Stafett 3 x 5 km | IFK Lidingö (Lena Carlzon-Lundbäck, Helena Blomquist, Annika Dahlman) | IFK Lidingö (Lena Carlzon-Lundbäck, Helena Blomquist, Annika Dahlman) |      |                   |             |        |                       |             |       |
| Lagtävling 5 km  | IFK Lidingö                                                           | IFK Lidingö                                                           |      |                   |             |        |                       |             |       |
| Lagtävling 10 km | IFK Lidingö                                                           | IFK Lidingö                                                           |      |                   |             |        |                       |             |       |
| Lagtävling 20 km | IFK Lidingö                                                           | IFK Lidingö                                                           |      |                   |             |        |                       |             |       |

### Webbkällor
- Svenska Skidförbundet